# 全盛鎬
全盛鎬（韓語：전성호；1896年—1950年9月14日），別名全盛龍，號鐵舟（철주）。朝鮮獨立運動家、大韓民國陸軍軍官，最終階級為上校。

## 人物
他生於咸鏡北道的鏡城郡。
1910年、他亡命中國東北加入鐵血光復團，在北路軍政署士官培養所畢業並任教官。1920年参加青山里戰役，1927年任韓國獨立黨東滿僑民代表與金佐鎮和池青天共同組織韓國革命委員會。1928年任延邊自治促進會副會長。後被日本憲兵逮捕、在清津監獄服役3年。出獄後再往中國東北，九一八事變後任東北救國義勇軍高級參謀。
二戰結束後回國，在1945年11月於韓國臨時政府中右派創設的大韓武官学校（1946年1月尾閉校）副校長，12月、任韓國光復軍國内支隊参謀長。
1948年12月、任大韓民國陸軍少校，第18團副團長。1949年7月15日、第12團團長（中校）。
1950年6月、朝鮮戰争開始時在撤退時因交通事故重傷。同年9月在釜山环形防御圈的長沙登陸戰戰死。